# Bochica withi
Bochica withi es una especie de arácnido del orden Pseudoscorpionida de la familia Bochicidae.

## Distribución geográfica
Se encuentra en Trinidad y Tobago y Granada (país).